# Wisdom (hudební skupina)
Wisdom je maďarská power metalová skupina z Budapešti, založená na konci roku 2001. Mnoho textů skupiny, stejně tak obaly jednotlivých alb, se soustředí na příběh starého fiktivního muže jménem Wiseman, který je tak kapelním maskotem.

## Biografie

### Začátky
Na přelomu milénia se baskytarista Máté Molnár a kytarista Gábor Kovács díky svým společným přátelům často potkávali ve stejných klubech a hospodách. V té době měl Gábor poměrně známou kapelu, jež dosáhla úspěchu díky jejich jediné demo nahrávce. Tato nahrávka se velmi líbila právě Mátému, který brzy začal uvažovat o založení nové heavy metalové či power metalové kapely. Na různých akcích se tedy začaly objevovat první společné myšlenky: Máté měl cíl zformovat kapelu, ve které by hráli dobří hudebníci maďarského undergroundu společně. Gábor tuto myšlenku podporoval, až nakonec došlo k dohodě: pokud Máté najde pro kapelu ty správné lidi, začnou hrát.

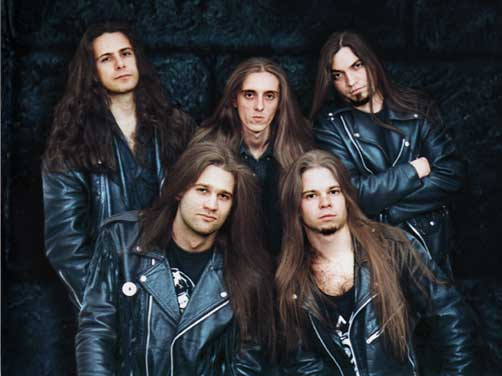
Wisdom - Začátky

Po 1–2 letech hledání skutečně našli ty správné členy. Těmi byli István Nachladal (zpěvák a bývalý člen kapely Morpheus), Balázs Hornyák (bubeník kapely Dynasty), Zsolt Galambos (kytarista Gáborovy kapely Legendary). Během seskupování kapely měl Gábor jednu námitku – nechtěl míchat svou stávající kapelu Legendary s novou, vznikající formací, takže byl potřeba další kytarista, aby nahradil Zsolta. 

První setkání nové kapely se odehrálo v říjnu roku 2001: Máté, Gábor a István seděli v hospodě a plánovali, co dál, jak započnou svou činnost. Dohodli se tak na tom, že vytvoří několik coververzí známých skladeb (Gamma Ray – Man On A Mission, Judas Priest – Night Crawler, Helloween – Eagle Fly Free).
Brzy již začaly první zkoušky, které probíhaly v garáži Gáborova bytu. V této době kapele pomohl Olivér Lukács, kytarista Mátého druhé kapely. Když však Gáborova kapela Legendary neprokazovala žádné známky života, Zsolt se k dosud nepojmenované kapele připojil. Tak byla dokončena první kompletní sestava.

### Jméno Wisdom
I když byla sestava kompletní, stále kapele něco rozhodujícího scházelo: jméno. Mnoho týdnů projednávali různé nápady, avšak bez výsledku. Nakonec si Máté vzpomněl na film z roku 1986, ve kterém hrál Emilio Estevez hlavního hrdinu jménem John Wisdom. Mátému přišlo toto jméno pozoruhodné jakožto název pro rockovou kapelu, a tak dal svůj návrh ke zvážení ostatním členům. Gáborovi se nápad okamžitě zalíbil, a tak již zbývalo pouze zjistit jedinou věc: jestli již existuje jiná kapela s tímto jménem. Po krátkém průzkumu se ukázalo, že toto jméno před svým rozpadem používala německá old school skupina a také rapová skupina. Rozhodlo se však, že vzhledem k rozdílu v hraných žánrech by nemělo dojít k žádné záměně, a tak bylo rozhodnuto: zrodili se Wisdom.

### První koncerty

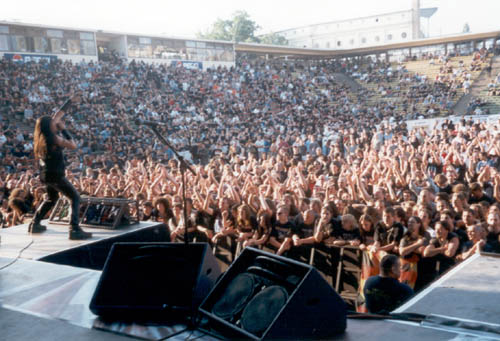
Wisdom na turné Iron Maiden

První zkoušky započaly s nacvičováním domluvených písní od jiných kapel. Poté Gábor přišel s novou písní (a tím pádem první písní Wisdom), později nazvanou Fate. Ta byla vzápětí následována další: King Of Death, načež začalo přicházet stále více a více nápadů. Po roce tvrdého nacvičování, zkoušení a psaní písní se kapela konečně rozhodla představit publiku. Snažili se vstoupit ve známost doma v Maďarsku za pomoci známějších kapel, díky svým 3 demo nahrávkám. Poté se však kapela Kalapacs rozhodla vzít Wisdom na turné jako svou předkapelu. Skoro přesně rok poté, co se obě kapely poprvé setkaly v klubu, odehráli Wisdom svůj první koncert ve městě Miskolc. 

Díky prvním koncertům tak kapela získala první fanoušky, publikum z jejich vystoupení bylo obvykle nadšené a novou skupinu přijalo. Na jednom z koncertů v Maďarsku, kde vystupovali, byl v publiku člověk, zabývající se mezinárodními vystoupeními v Maďarsku. Ten v této době pracoval na turné anglické skupiny Iron Maiden s názvem Give Me Ed... 'Til I'm Dead Tour a následně zaslal demo nahrávku Wisdom managementu Iron Maiden. Díky tomu byli Wisdom zanedlouho požádáni, aby vystoupili před Maiden jako předkapela a otevřeli tak koncert, na kterém bylo více než 15 000 lidí. Toto vystoupení bylo velkým mezníkem pro Wisdom, kterým se tak odstartovala začínající kariéra.

### Wisdom EP, zrození Wisemana a první videa
Později, díky časopisu Born To Be Wild, přicházelo Wisdom stále více nabídek na koncerty, včetně možnosti předskakovat kapele Saxon či být hosty na turné UDO-Doro. Právě na turné UDO-Doro se o kapelu začal zajímat Ronny Milianowicz, frontman švédsko-německé kapely Dionysus, která byla na tomto turné dalším hostem. Ronny začal plánovat společný projekt s Istvánem a rozhodl se stát se zahraničním managerem Wisdom, což umožnilo smlouvu pro první nahrávku. Wisdom se rozhodli nahrát 7 svých písní ve studiu, z nichž 4 byly vydány v Maďarsku a dokončené nahrávky byly poslány nahrávacím společnostem a organizátorům koncertů za účelem reklamy. 

Mezitím se začal formovat koncept kapely. Máté Molnár chtěl vytvořit fiktivní příběh kolem kapely a jejího názvu, čerpaje inspiraci od Eddieho, maskota Iron Maiden a maskota kapely Megadeth, jménem Vic Rattlehead. Při komponování vznikajícího singlu byl stvořen maskot Wiseman, jemuž dal podobu grafický designér Gyula Havancsák společně se samotnými členy kapely. 

Brzy Wisdom natočili své první video k písni Strain Of Madness. Natočeno bylo v kryptě slavného maďarského výrobce šampaňského (Törley) v únoru roku 2004. Video bylo následně kvůli problémům se serverem YouTube přidáno na první nahrávku, Wisdom EP. 

V létě téhož roku byly dokončeny veškeré studiové práce, a tak v červenci 2004 vychází Wisdom EP se čtyřmi skladbami (Fate, King Of Death, Strain Of Madness a Evil Disguise). Kapela, věrná svému jménu (wisdom = moudrost), přidala malý citát slavných osobností (vědců, filozofů, umělců..) ke každé své písni. Tento citát měl stručně shrnout význam každé písně a jejího textu, což ostatně kapela dělá dodnes. V této době z kapely také odešel bubeník Balázs Hornyák. Nahradil jej Csaba Czébely. 

První možností zahrát písně z nového EP byl velký koncert švédských Europe, kde Wisdom zahráli opět jako předkapela. Wisdom EP zaznamenalo úspěch hlavně v domovském Maďarsku, kde Wisdom odehrávali stále více a více koncertů, v zahraničí však kapela stále ještě příliš známá nebyla. Na jaře roku 2005 dokončila turné s kapelou Ossian. Díky vysokému tlaku kvůli přislíbenému, ale nedokončenému albu se kapela rozhodla natočit nové video k akustické písni Unholy Ghost, jež měla vyjít onom albu. Video bylo natočeno v lese nedaleko maďarského závodního okruhu Hungaroring, na kterém se často odehrávají závody Formule 1 a GP2.

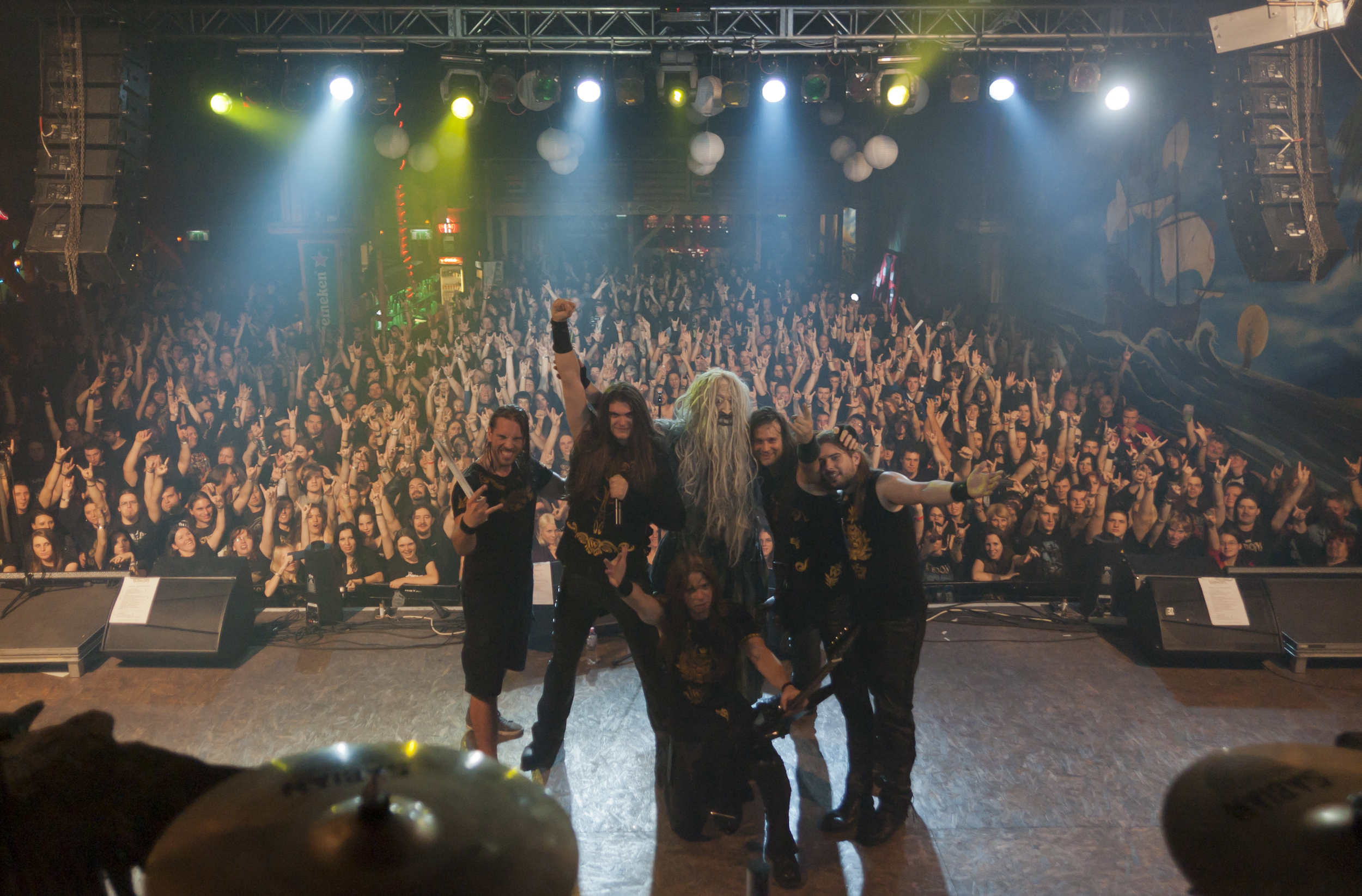
Keep Wiseman Alive, 2013

### Keep Wiseman Alive
Po vydání videa Unholy Ghost bylo rozhodnuto, že Wisdom již jsou připraveni stát se nezávislou kapelou bez potřeby být stále jen předkapelou jiných, slavnějších skupin. První takto "nezávislý" koncert byl odehrán 19. listopadu 2005 v Budapešti před publikem o přibližném počtu 1200 lidí. 

Tento koncert nesl název Keep Wiseman Alive, což znamená: Wisdom budou hrát tak dlouho, dokud bude publikum. Během let Wisdom odehráli ještě několik koncertů s tímto názvem, přičemž jednotlivé koncerty byly vždy vzestupně číslovány. 

Jak se počet fanoušků stále zvětšoval, Wisdom do svých show zařazovali lepší vizuální efekty, zejména pyrotechniku.

### První album
Začátek roku 2006 byl významný několika událostmi: Wisdom byli osloveni, aby zahráli jako předkapela skupině Helloween, která byla již roky jejich vzorem, načež po přijetí této nabídky následovalo i turné. Také mezitím začaly práce na novém albu a bylo oznámeno, že pravděpodobně vyjde do konce roku. Kapelu v té době opustil bubeník Csaba Czébely, který byl nahrazen Péterem Kernem. Péter se tak ujal role bubeníka na nahrávání alba. 

Po dlouhém vyjednávání s nahrávací společností bylo album vydáno s názvem Words Of Wisdom pod společností Hammer Records. Nedlouho poté se o hudební materiál Wisdom začala zajímat i japonská společnost Soundholic Record Company a nahrávce Words Of Wisdom udělila vlastní licenci. Tím pádem se z Wisdom stala první maďarská rocková kapela, která vydala své album v Asii. Album bylo velmi úspěšné a Wisdom byli díky němu nominováni spolu s dalšími pěti interprety na soutěž Eurovision. Kvůli oblíbenosti pop music však Wisdom soutěž nevyhráli, avšak tato nominace byla kapele velikou motivací k další činnosti. Druhý den po vyhlašování soutěže byla kapela vyzvána společností Kiscelli Museum, aby natočila videoklip ke své stejnojmenné písni 'Wisdom'. V tomto klipu se objevil také Wiseman, aby se zdůraznilo jeho postavení v kapele. Na jaře roku 2007 se Wisdom pustili do turné, propagující jejich dosavadní nahrávky. V létě tohoto roku byli Wisdom požádáni, aby zahráli jako předskokani britské skupině Heaven & Hell, jež se skládala z bývalé sestavy Black Sabbath. Wisdom tak získávali stále více a více nabídek, aby hráli na největších a nejznámějších maďarských festivalech a koncertech (například Sziget Festival).

### Pauza
Jak popularita kapely rostla, zvyšovalo se i napětí mezi jejími členy. István měl stále větší potíže se svými závazky, a proto se po nějaké době s Wisdom dohodli, že své cesty rozdělí. István tedy ze skupiny odešel a zbylí členové kapely nevěděli, jak se z nastalé situace posunout dál. Samozřejmě, že existují kapely, které se proslavily i po výměně zpěváka (například Iron Maiden), to je však velmi neobvyklé. Proto Wisdom ztratili motivaci, museli ale odehrát koncerty, které byly domluveny ještě před Istvánovým odchodem. Požádali proto Zoltána Kisse, aby jim pomohl se zbývajícími koncerty. Nikdy se však nestal oficiálním členem kapely. Během tohoto krátkého turné Wisdom vydali singl s názvem At The Gates. Po vypuštění tohoto singlu a úspěšném odehrání koncertů se Wisdom roku 2008 stáhli do ústraní, aby si dopřáli přestávku a dohodli se, co bude nejlepší pro budoucnost kapely.

### Návrat
Ticho bylo prolomeno až koncertem, kdy Wisdom otevírali show Judas Priest. Tehdy ale začal mít bubeník Péter Kern zdravotní problémy, kvůli kterým musel skončit se svou hudební kariérou. Nahradil ho Bálazs Ágota. 

Během těchto dvou tichých let, kdy Wisdom byli mimo veřejnost, členové kapely usilovně psali písně a nahrávali materiál pro nové album. Stále však neměli hlavního zpěváka.

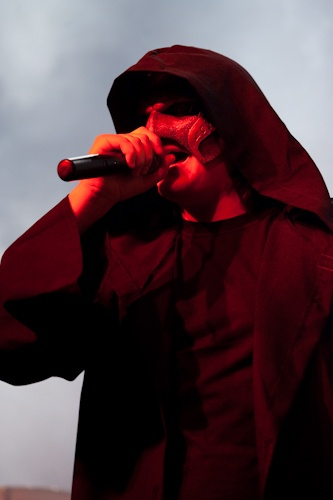
Gábor Nagy v masce

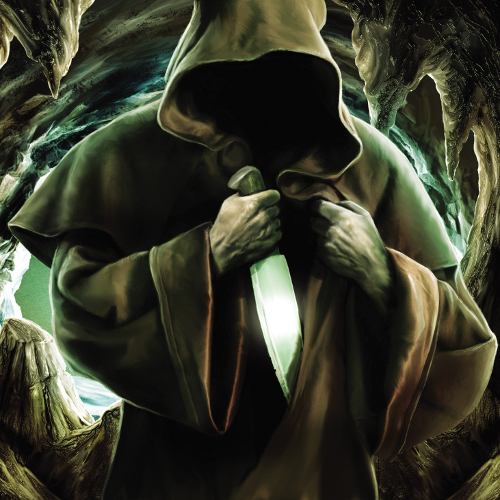
"Judas, a liar, a king for a day"

Poté však, na jaře roku 2010, Gábor potkal na večírku Gábora Nagyho. Představil je jejich společný kamarád a zanedlouho si uvědomili, že spolu jednou hráli na koncertě, když Gábor Nagy se svojí skupinou hrál právě před Wisdom. Gábor N. také prohlásil, že by se rád stal zpěvákem ve Wisdom a zbytek noci strávili zpíváním karaoke. Zanedlouho poté Gábor K. zavolal Gáborovi N. s tím, aby mu poslal nějaké nahrávky zpěvu. NG nahrávky opravdu poslal a během léta po krátkém rozhodování bylo Wisdom jasné, že konečně našli toho správného zpěváka a frontmana. Konečný zvuk nového alba se tak začal formovat a Wisdom se rozhodli natočit další videoklip, tentokrát k rychlé písni Live Forevermore, která odráží maďarskou historii. 

Ještě před tím, než album vyšlo, se kapela vydala na turné propagovat nové písně. Gábor Nagy měl během všech koncertů na obličeji masku a kápi přes hlavu, což mělo svůj důvod: Wisdom nechtěli, aby se lidé zajímali o nového zpěváka dříve, než vyjde album. Kápě přes hlavu zase měla ukrýt fakt, že Gábor neměl příliš dlouhé vlasy a vizuálně se tak neshodoval se zbytkem kapely. Tento tah se později ukázal být velice chytrým – lidé byli zvědaví na nové album a o to úspěšnější poté bylo jeho následné vydání v dubnu 2011 pod názvem Judas. Na tomto albu hostuje i Mats Levén, bývalý člen skupiny Therion, který zpívá vedlejší vokály v hlavní písni alba, Judas. Album bylo následně vydáno i v Japonsku a USA. 

Následně kapela natočila další videoklip, tentokrát k lyrické písni Heaven and Hell. Natáčen byl v zahradách a okolí zámku Dég, který kdysi patřil bohaté maďarské rodině. Nový videoklip, ve kterém jsou členové kapely jednotlivě převáženi řeckým bohem Charónem na "druhý břeh", byl fanoušky přijat velice dobře a samotnou kapelou je považován za (do té doby) nejlepší. 

V té době Wisdom oslavovali 10 let své existence a uspořádali turné s názvem X. Wise Years, během kterého navštívili 10 maďarských největších měst a v Budapešti odehráli i Keep Wiseman Alive V.

### Mezinárodní turné, Marching For Liberty

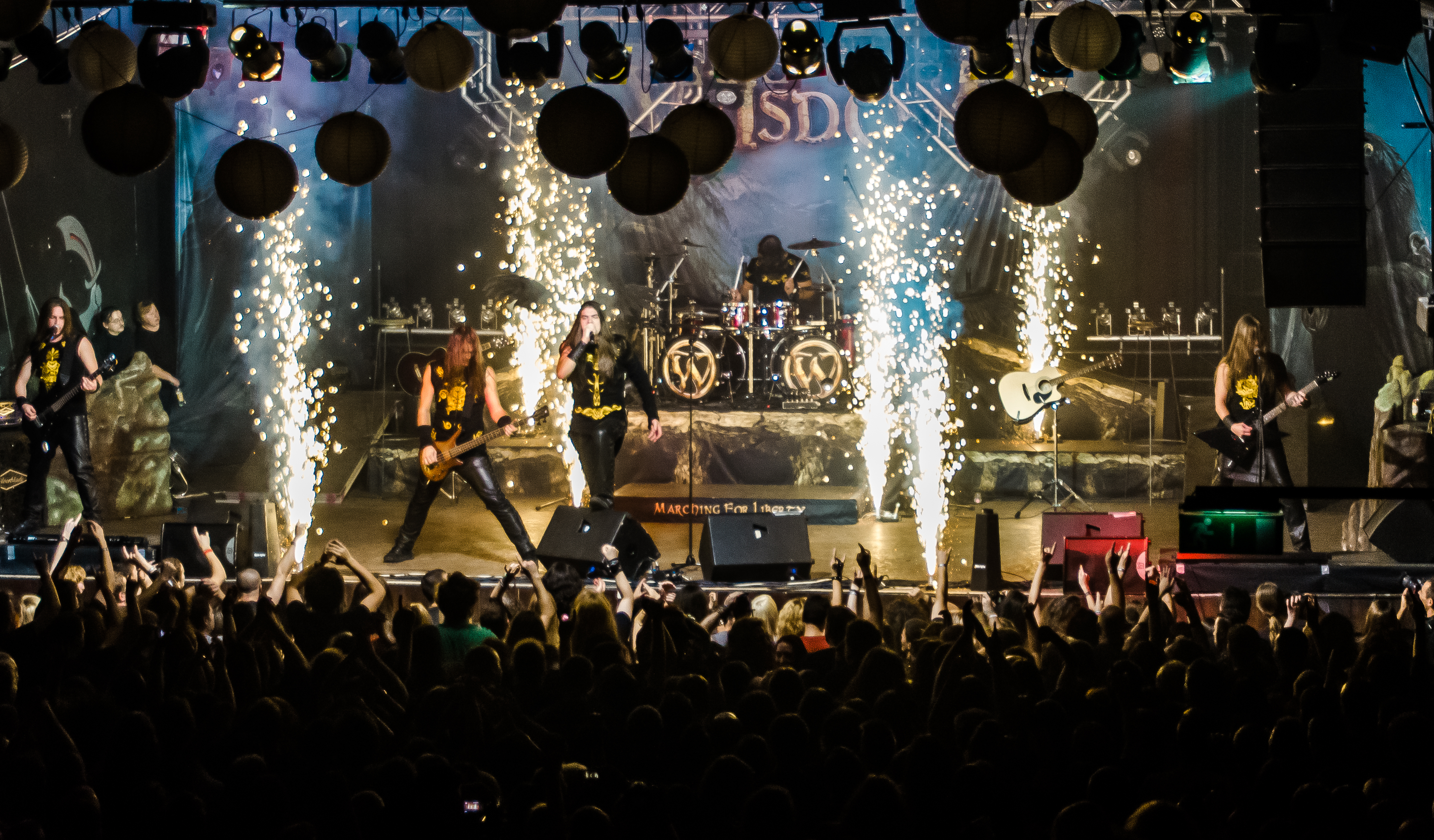
Wisdom na podiu, 2013

Začátek roku 2012 představoval podepisování smluv s velkými nahrávacími společnostmi (Rock the Nation, Noise Art Records). Tím se skupině otevřely ony pomyslné dveře na zahraniční scénu. Avšak i tento výstup měl svou stinnou stránku: neustálý nárůst povinností a odpovědnosti nedokázal zvládnout kytarista Zsolt Galambos a skupinu posléze opustil. Jeho místa se ujal Máté Bodor, který si právě dokončoval své bakalářské studium na škole Institute of Contemporary Music Performance v Londýně. 

V srpnu bylo album Judas vydáno celosvětově a skupina se poté přidala ke švédským Sabaton na jejich turné Swedish Empire Tour. Společně se Sabaton a Eluveitie koncertovali dva měsíce po západní Evropě a následně dva týdny v Anglii. V roce 2013 se po krátké pauze vydali na zbytek turné Swedish Empire Tour, tentokrát po východní Evropě. Celkově tak odehráli 58 koncertů v 38 zemích. 

27. září 2013 vyšlo třetí album Wisdom s názvem Marching For Liberty. Toto album bylo vydáno mezinárodně společností Noise Art Records. Deska se umístila v maďarském oficiálním žebříčku Hungarian Album Charts na prvním místě. V hlavní písni zpívá také Fabio Lione z Rhapsody of Fire. Ihned po vydání alba se kapela vydala na turné po Evropě společně s kapelami Powerwolf, Majesty a Battle Beast.

## Wiseman

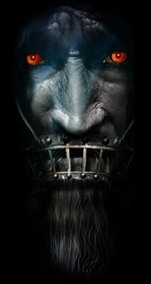
Wiseman

Wiseman je fiktivní postava, maskot skupiny Wisdom. Objevuje se na obalech alb. Jeho životní příběh je vyprávěn i v několika textech písní a na albech napříč celou diskografií kapely. 

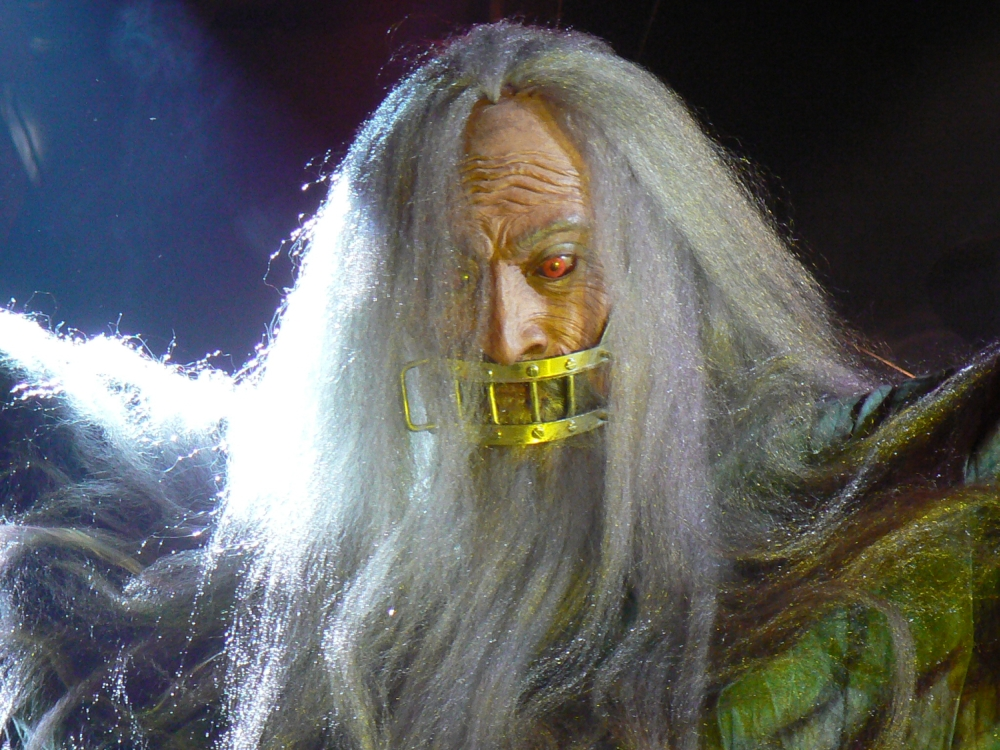
Wiseman na podiu

Vzhled této postavy vznikl spoluprací mezi členy skupiny a známým grafickým designérem jménem Gyula Havancsák. Wiseman je zobrazován jako starý a velmi moudrý muž s dlouhými bílými vlasy a bradkou a zarudlýma očima. Jeho nejvýraznějším znakem je ocelový zámek na čelisti, kvůli kterému nemůže mluvit. Jeho největším pokladem je kniha Words Of Wisdom s nejmoudřejšími rčeními a fakty světa. 

V roce 2006 se dokonce přidal ke kapele na podium, i když pouze na pár minut. O sedm let později, v roce 2013 se Wiseman na podiu objevil znovu během show, jež oslavovala vydání nového alba Marching For Liberty.
Následuje Wisemanův příběh, popisovaný po částech na jednotlivých albech skupiny (překlad příběhu z bookletů):
1) Wisdom EP
Temné a bezútěšné časy prostupovaly zeměmi říše, kde se ještě nedávno zdála spravedlnost a svoboda býti nezlomnou. Zlé síly se chopily moci a jejich podlým cílem bylo očarovat nevinné lidi, aby je mohly kontrolovat, jak jen se jim zachce. Nejprve se však pouze pokrytecká stvoření stala objekty uchvatitelů, ale jejich vytrvalá zrada shořela tak mocným plamenem, že se téměř všechny smrtelné bytosti zanedlouho poddaly. Knihy, jež byly prohlášeny za prostředky ďábelské síly a vše, co podporovalo ducha starých hrdinských časů, bylo spáleno na hranici. Ti, kteří dokázali prohlédnout očarování, stejně tak dlouho mučení lidé, byli odsouzeni k trestu smrti. Jeden starý moudrý muž byl tehdy odsouzen k svému osudu, připoutaný na místo řetězy. Aby nemohl říkat pravdu ve svých posledních hodinách před popravou, byl mu na ústa strašlivou kletbou připevněn tepaný zámek, vyrobený ze železa. Nikdo neznal jeho jméno ani původ, říkalo se mu tedy jednoduše Wiseman. Nakonec se mu však podařilo zázračně, či snad díky boží vůli, uniknout z jeho uvěznění a zachránit knihu vědění, zvanou Words Of Wisdom (Slova moudrosti)
2) Words Of Wisdom

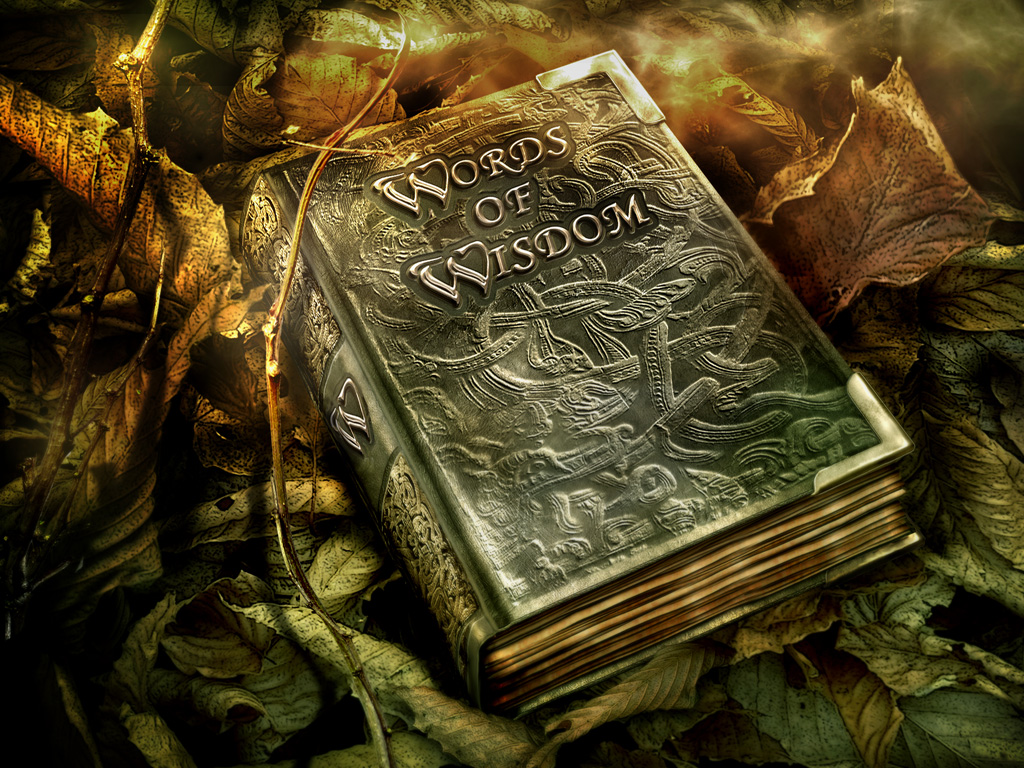
Words Of Wisdom - Wisemanova kniha

Dlouhé roky uplynuly od doby, kdy starý moudrý muž uprchl. Jak čas plynul, moc zlých sil stále více barbarsky rostla a těch pár, kteří byli dost silní na to, aby odolali a nepodřídili se, byli instinktivně vedeni k hledání vědění, které by je vedlo k lepší budoucnosti. Během svého dlouhého, osamoceného vyhnanství našel Wiseman mír v hlubinách dlouho zapomenutého, mystického lesa. Věděl, že ti, co hledají pravdu, jej brzy najdou a tak je bude moci učit starobylé myšlenky ze své knihy Words Of Wisdom, jež byla zachráněna z plamenů, aby lidem dala naději v temných dobách.
3) At The Gates EP
Ti, kteří hledali pravdu a vědění, se shromáždili ve velkých počtech. Moudré myšlenky zaujaly jejich mysl a naděje na lepší časy v nich byla o to více posílena. Věděli o dlouhé a únavné cestě, jež před nimi stále ležela, rozhodli se po ní však jít i přes všechny komplikace a nebezpečí, jaká s sebou nesla. Ale pravá víra a vytrvalost nebyla v každém z nich tak nezlomná. Využívaje zranitelnosti jednoho z nich, i zde se zlo uhnízdilo. Ďábelská slova mu začala slibovat jednodušší a slavnější cestu, na jejímž konci měla zářit nepochopitelná síla a moc. Ocitl se tak u bran (At The Gates) Nebe a Pekla a jeho slabost jej přemohla. Jakmile byla smlouva se zlem zpečetěna, nebylo pro něj již cesty zpět.
4) Judas

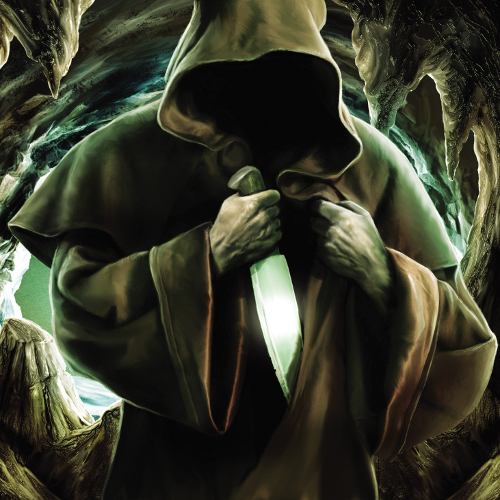
Judas s nožem

Uběhly dlouhé měsíce, zatímco se jeho potemnělá duše kompletně naplnila nenávistí k Wisemanovi a jeho výuce. 'Judas' vyhledával správný okamžik k provedení svého příšerného skutku, zradě všeho, v co kdysi věřil a všech, ke kterým patřil. Jeho zmatená mysl jej nabádala k tomu, aby zahubil moudrého vůdce. Kdyby jeho zlý plán skutečně vyšel, poslední odpor vůči již všude rozšířenému zlu by upadl a pekelný chaos se rozšířil zemí, neboť by nebyla žádná síla, která by chaosu překážela a mohla jej zkrotit.
5) Marching For Liberty

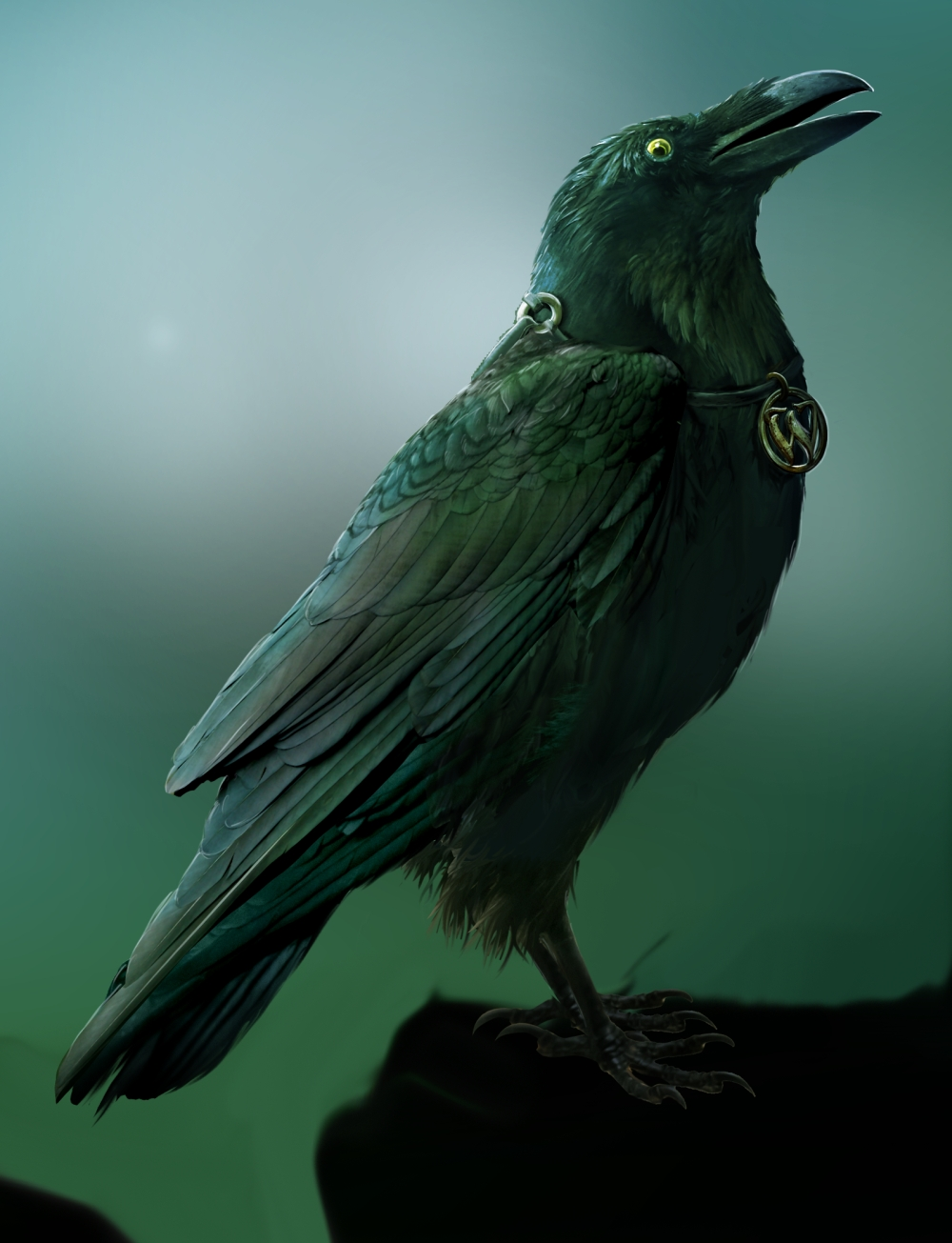
Tajemný havran s Wisdom přívěskem

Judas byl připraven provést svůj hrozný čin, když najednou se Wiseman otočil a jejich oči se setkaly. Starý muž jej pozoroval, naplněn ohromnou moudrostí, propichoval zrádce hluboko do duše a tak mu zabránil v provedení jeho zákeřného plánu. V ten okamžik si Judas uvědomil, jak hluboko klesl a jak daleko zbloudil od víry a myšlenek, o které kdysi s pýchou usiloval. Pocítěná lítost oživila jeho víru a rozhodl se, že by měl stát s nepochybnou oddaností na straně moudrosti a nikdy již znovu nepodlehnout falešným pokušením. Útlak a bolest po celém světě v tu chvíli zakolísaly. Tyrani bojovali s mnohem tajemnějšími myšlenkami, než kdy jindy, aby mohli zničit rebely, a bez milosti bojovali proti těm, kteří hledali Wisemanův kruh vědění. Wiseman věděl, že den, na který tak dlouho čekal, konečně nadešel. Plamen naděje vzplál v srdcích jeho následovníků, když vyšel ze svého přístřešku, aby je vedl k porážce zlé říše. 

Toto byl začátek, pochod za svobodou...

## Diskografie
- Wisdom EP (2004)
- Words Of Wisdom (2006)
- At The Gates EP (2007)
- Judas (2011)
- Marching For Liberty (2013)
- Rise of the Wise (2016)

## Videografie
- Live Forevermore (2011)
- Heaven And Hell (2011)
- Wisdom (2007)
- Unholy Ghost (2005)
- Strain of Madness (2004)

## Členové
Současní členové
- Gábor Nagy - zpěv (2010 - současnost)
- Gábor Kovács - kytary (2001 - současnost)
- Anton Kabanen - kytary (2015 - současnost)
- Máté Molnár - basová kytara (2001 - současnost)
- Tamás Toth - bicí (2015 - současnost)

Bývalí členové
| Balázs Ágota | bicí (2008 - 2015)   |
| Máté Bodor   | kytary (2012 - 2015) |

- Zsolt Galambos – kytara (2001–2012)
- István Nachladal – vokály (2001–2007)
- Péter Kern – bicí (2006–2008)
- Csaba Czébely – bicí (2004–2005)
- Balázs Hornyák – bicí (2001–2003)

Časová osa

## Keep Wiseman Alive
| Koncert                | Datum      | Místo                  | Vizuální prvky                                                            | Support                              | Host                       | Zajímavosti | Leták |
| ---------------------- | ---------- | ---------------------- | ------------------------------------------------------------------------- | ------------------------------------ | -------------------------- | --- | ----- |
| Keep Wiseman Alive I   | 19.11.2005 | Wigwam Rock Club       | Kulisy ve stylu starého zámku Pyrotechnika, technický sníh, hořící činely | Halor (Hu)                           | Szűcs Attila Fábián Attila | Fanoušci, kteří přijeli v tričku Wisdom, dostali zapalovač. Ten mohli vyměnit za pivo Unholy ghost zahrán na akustickou kytaru                               |       |
| Keep Wiseman Alive II  | 18.11.2006 | Wigwam Rock Club       | Středověké kulisy, vodní chrliče                                          | Rómeó Vérzik (Sk)                    | Kiss Zoltán Schrott Péter  | Koncert k vydání alba Words Of Wisdom Živý Wiseman na podiu                                                                                                  |       |
| Keep Wiseman Alive III | 23.12.2007 | Wigwam Rock Club       | Podium laděné do prostředí lesa Pyrotechnika                              | ---                                  | Horváth István (Pityesz)   | Koncert k vydání EP At The Gates Všichni bývalí bubeníci Wisdom zde účinkovali                                                                               |       |
| Keep Wiseman Alive IV  | 14.11.2009 | Club202                | Podium laděné do prostředí zámku                                          | Tristana (Sk) Avatar (Hu)            | Peter Wilsen               | Název 'Wiseman is Alive' znamenal, že skupina je stále aktivní Jako poctu minulosti zahráli 3hodinový set, první polovinu s Nahim, druhou se Zoltanem Kissem |       |
| Keep Wiseman Alive V   | 17.12.2011 | Club202                | Podium mělo podobu jeskyně Pyrotechnika                                   | Chronology (Hu) iScream (Hu)         | Kiss Zoltán                | Koncert k vydání alba Judas Poslední koncert z X Wise years national tour Díky sponzorům dostalo prvních 300 fanoušků tričko Wisdom zdarma                   |       |
| Keep Wiseman Alive VI  | 8.12.2012  | Club202                | Speciální světla k vytvoření moderně vypadajícího prostředí               | Twister (Hu)                         | ---                        | První domácí vystoupení s novým kytaristou Máté Bodorem Díky sponzorům dostalo prvních 300 fanoušků čepici Wisdom zdarma                                     |       |
| Keep Wiseman Alive VII | 15.11.2013 | Barba Negra Music Club | Rockový design Pyrotechnika, technický sníh                               | Powerwolf (De) Tales Of Evening (Hu) | ---                        | Koncert k vydání alba Marching For Liberty Po sedmi letech se na podiu opět objevil Wiseman                                                                  |       |